# Safavidsko Carstvo
Safavidsko Carstvo (azerski: Səfəvilər Dövləti , صفوی ایمپیراتورلوغو,  perzijski: سلسلة صفويان) je naziv za novovjekovnu iransku državu pod safavidskom dinastijom i jedno od najmoćnijih Perzijskih Carstava u islamskoj eri. Safavidi su vladali Iranom od 1501. do 1736. godine, a prilikom njihovog vojno-političkog vrhunca carstvo se protezalo i preko teritorija današnjeg Azerbajdžana, Armenije, Gruzije, istočnog Iraka, Afganistana, Pakistana, Turkmenistana, Uzbekistana, Tadžikistana, Rusije i istočne Turske, te istočne obale Arapskog poluotoka. 
Sama safavidska dinastija bila je kurdskog podrijetla, a njenim eponimskim osnivačem smatra se Safi-ad-din iz Ardabila. Stvarni utemeljitelj carstva bio je Ismail I., mladi osvajač koji je još kao tinejdžer pod svoju krunu ujedinio goleme teritorije Velikog Irana i obnovio političku homogenost iranskog stanovništva regije koje je bilo uzdrmano konstantnim turkijskim i mongolskim prodorima iz pravca Središnje Azije. 
U približno dva i pol stoljeća vladavine Iranom, razdoblje safavidske dinastije ostalo je upamćeno po spektakularnim arhitektonskim ostvarenjima u njihovim prijestolnicama Tabrizu, Kazvinu i Isfahanu kao i drugim gradovima, po žestokim ratovima protiv Osmanskog Carstva na zapadu i Uzbecima na sjeveru odnosno savezništvom s Mogulskim Carstvom na istoku, po učinkovitom državnom aparatu i bankarskom sustavu, te ponovnoj uspostavi trgovačkih veza između Orijenta i Zapadnog svijeta. 
Vladavina Safavida važna je i iz vjerske perspektive jer je šijitski oblik islama postao državnom religijom koja je utjecala na širu regiju odnosno opstala u Iranu do današnjeg dana. Dinastija je oslabljena zbog unutrašnjih ratova s paštunskim plemenom Hotaki, a raspuštena je prilikom osvajanja Nader-šaha koji se proglasio nasljednikom posljednjeg safavidskog vladara pri čemu je osnovao novo, Afšaridsko Carstvo.

## Poveznice
- Iransko-turski ratovi
- Šijiti

## Vanjske poveznice
- (engl.) Ghasemi, Shapour: Safavid Empire 1502 - 1736

Sestrinski projekti
|  | Zajednički poslužitelj ima još gradiva o temi Safavidsko Carstvo |